# Hongarije op de Olympische Winterspelen 2018
Hongarije was een van de deelnemende landen aan de Olympische Winterspelen 2018 in Pyeongchang, Zuid-Korea.

## Medailleoverzicht
| Sport      | Olympiër                                                 | Onderdeel | Medaille |
| ---------- | -------------------------------------------------------- | --------- | -------- |
| Shorttrack | Csaba Burján Shaoang Liu Shaolin Sándor Liu Viktor Knoch | Relay (m) | Goud     |

## Deelnemers en resultaten
(m) = mannen, (v) = vrouwen 

### Alpineskiën
Mannen
| Olympiër       | Onderdeel    | Resultaat | Prestatie                                                            |
| -------------- | ------------ | --------- | -------------------------------------------------------------------- |
| Márton Kékesi  | afdaling     | 53e       | 1.51,72 (+11,47)                                                     |
| Márton Kékesi  | Super G      | DNF       | niet gefinisht                                                       |
| Márton Kékesi  | reuzenslalom | 42e       | run 1: 1.16,64 (53e) run 2: 1.15,22 (40e) totaal: 2.31,86 (+13,82)   |
| Márton Kékesi  | slalom       | 30e       | run 1: 53,49 (38e) run 2: 55,56 (30e) totaal: 1.49,05 (+10,06)       |
| Márton Kékesi  | combinatie   | 35e       | afdaling: 1.26,08 (62e) slalom: 53,94 (33e) totaal: 2.20,02 (+13,50) |
| Dalibor Šamšal | reuzenslalom | 44e       | run 1: 1.16,09 (51e) run 2: 1.16,79 (50e) totaal: 2.32,88 (+14,84)   |
| Dalibor Šamšal | combinatie   | 32e       | afdaling: 1.25,17 (60e) slalom: 50,77 (29e) totaal: 2.15,94 (+9,42)  |

Vrouwen
| Olympiër            | Onderdeel    | Resultaat | Prestatie                                                          |
| ------------------- | ------------ | --------- | ------------------------------------------------------------------ |
| Szonja Hozmann      | reuzenslalom | 49e       | run 1: 1.21,77 (54e) run 2: 1.17,62 (49e) totaal: 2.39,39 (+19,37) |
| Szonja Hozmann      | slalom       | DNF       | run 1: niet gefinisht                                              |
| Mariann Mimi Maróty | reuzenslalom | DSQ       | run 1: 1.29,74 (65e) run 2: gediskwalificeerd                      |
| Mariann Mimi Maróty | slalom       | 53e       | run 1: 1.09,95 (58e) run 2: 1.02,83 (52e) totaal: 2.12,78 (+34,15) |

Gemengd
| Olympiërs                                                       | Onderdeel       | Resultaat | Prestatie                                                    |
| --------------------------------------------------------------- | --------------- | --------- | ------------------------------------------------------------ |
| Szonja Hozmann Dalibor Šamšal Mariann Mimi Maróty Márton Kékesi | landenwedstrijd | 9e        | achtste finale: in heat 8 verloren met 0-4 tegen Zwitserland |

### Freestyleskiën
Vrouwen
| Olympiër         | Onderdeel | Resultaat | Prestatie                                    |
| ---------------- | --------- | --------- | -------------------------------------------- |
| Elizabeth Swaney | halfpipe  | 24e       | run 1: 30,00 run 2: 31,40 beste score: 31,40 |

### Kunstrijden
| Olympiër   | Onderdeel | Resultaat | Prestatie                                     |
| ---------- | --------- | --------- | --------------------------------------------- |
| Ivett Tóth | vrouwen   | 23e       | 150,43 (korte kür: 53,22 en vrije kür: 97,21) |

### Langlaufen
Mannen
| Olympiër   | Onderdeel         | Resultaat | Prestatie                      |
| ---------- | ----------------- | --------- | ------------------------------ |
| Ádám Kónya | sprint            | 67e       | kwalificatie: 3.31,84 (+23,30) |
| Ádám Kónya | 15 km vrije stijl | 89e       | 39.27,2 (+5.43,3)              |

Vrouwen
| Olympiër    | Onderdeel         | Resultaat | Prestatie         |
| ----------- | ----------------- | --------- | ----------------- |
| Emőke Szőcs | 10 km vrije stijl | 77e       | 31.04,6 (+6.04,1) |

### Schaatsen
Mannen
| Olympiër    | Onderdeel  | Resultaat | Prestatie       |
| ----------- | ---------- | --------- | --------------- |
| Konrád Nagy | 1000 meter | 21e       | 1.09,92 (+1,97) |
| Konrád Nagy | 1500 meter | 29e       | 1.49,01 (+5,00) |

### Shorttrack
Mannen
| Olympiër                                                 | Onderdeel  | Resultaat | Prestatie |
| -------------------------------------------------------- | ---------- | --------- | --- |
| Csaba Burján                                             | 1500 meter | 30e       | heat 5: 5e in 2.19,284                                                                                         |
| Viktor Knoch                                             | 500 meter  | 28e       | heat 3: 4e in 1.06,040                                                                                         |
| Shaoang Liu                                              | 500 meter  | 19e       | heat 6: 1e in 40,526 (Q) kwartfinale 4: PEN                                                                    |
| Shaoang Liu                                              | 1000 meter |           | heat 1: PEN |
| Shaoang Liu                                              | 1500 meter | 20e       | heat 4: 3e in 2.14,160 (Q) halve finale 3: PEN                                                                 |
| Sándor Liu Shaolin                                       | 500 meter  | 5e        | heat 8: 1e in 40,650 (Q) kwartfinale 1: 2e in 40,471 halve finale 1: 3e in 40,399 (FB) finale B: 1e in 40,651  |
| Sándor Liu Shaolin                                       | 1000 meter |           | heat 8: 1e in 1.31,547 (Q) kwartfinale 4: 1e in 1.24,012 (Q) halve finale 1: 2e in 1.26,488 (FA) finale A: PEN |
| Sándor Liu Shaolin                                       | 1500 meter | 5e        | heat 1: 1e in 2.12,835 (Q) halve finale 2: 5e in 2.45,709 (ADV) finale A: 5e in 2.11,520                       |
| Shaoang Liu Shaolin Sandor Liu Viktor Knoch Csaba Burján | relay      | Goud      | halve finale 2: 2e in 6.34,866 (FA) · finale A: in 6.31,971                                                    |

Vrouwen
| Olympiër                                                                    | Onderdeel  | Resultaat | Prestatie                                                                               |
| --------------------------------------------------------------------------- | ---------- | --------- | --------------------------------------------------------------------------------------- |
| Sára Bácskai                                                                | 1500 meter |           | heat 1: PEN                                                                             |
| Petra Jászapáti                                                             | 500 meter  | 13e       | heat 8: 2e in 55,641 (Q) kwartfinale 4: 4e in 43,043                                    |
| Petra Jászapáti                                                             | 1000 meter | 24e       | heat 3: 4e in 1.29,838                                                                  |
| Petra Jászapáti                                                             | 1500 meter | 6e        | heat 6: 2e in 2.25,022 (Q) halve finale 3: 2e in 2.23,210 (FA) finale A: 6e in 2.26,138 |
| Andrea Keszler                                                              | 500 meter  | 10e       | heat 2: 2e in 43,274 (Q) kwartfinale 2: 3e in 43,053                                    |
| Andrea Keszler                                                              | 1000 meter | 17e       | heat 5: 3e in 1.31,446 (ADV) kwartfinale 4: 5e in 1.30,642                              |
| Petra Jászapáti Andrea Keszler Sára Bácskai Bernadett Heidum* Zsofia Konya* | relay      | 4e        | halve finale 1: 3e in 4.09,555 (FB) finale B: 2e in 4.03,603                            |

 * Beide shorttracksters hebben maar één wedstrijd gereden. 